# Wieczne Odpoczywanie (modlitwa)

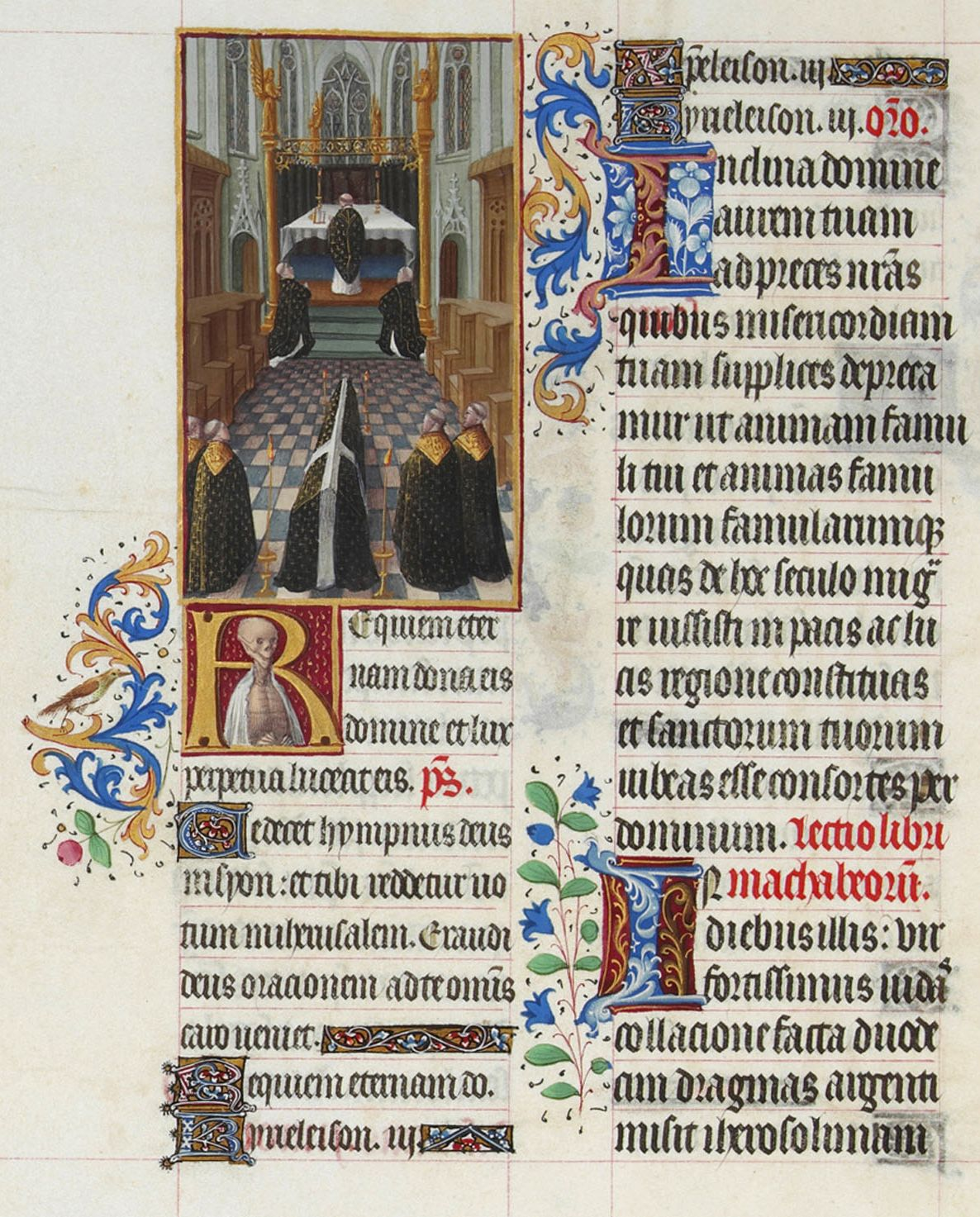
Fragment tekstu modlitwy za wiernych zmarłych w łacińskim rękopisie, Bardzo bogate godzinki księcia de Berry, Folio 199v

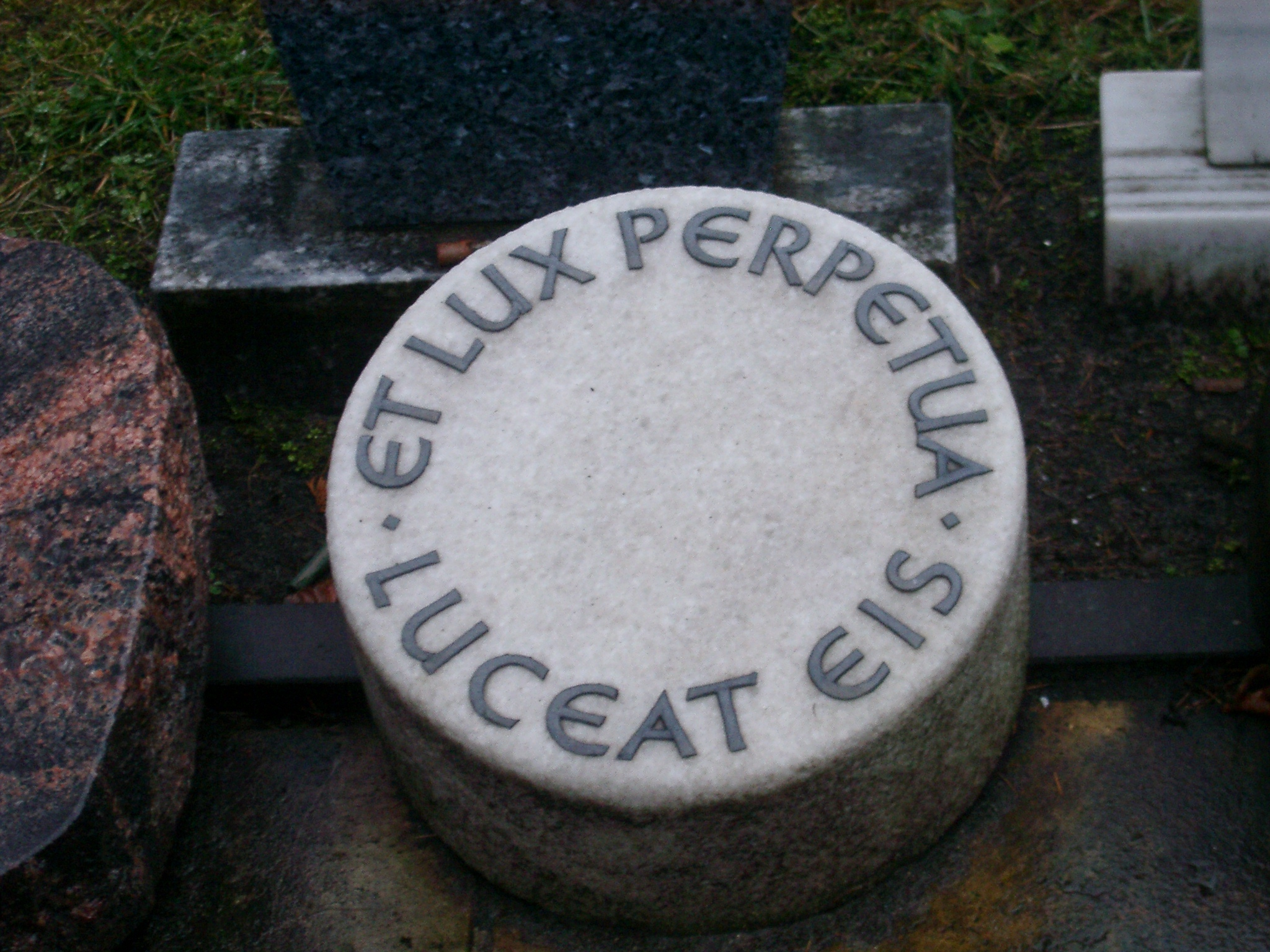
Nagrobek z fragmentem modlitwy po łacinie

Wieczne odpoczywanie (łac. Oratio Pro Fidelibus Defunctis), także Wieczny odpoczynek, Modlitwa za wiernych zmarłych – katolicka modlitwa błagalna za osoby zmarłe. Istnieje także wersja muzyczna tej modlitwy. Najczęściej odmawiana nad grobami, w czasie pogrzebów, a także na innych uroczystościach, w których wspomina się zmarłych.

## Treść w języku polskim
Wieczne odpoczywanie,
Racz im dać Panie,
A Światłość Wiekuista niechaj im świeci. Amen

Często dodawana jest formuła

A dusze wiernych zmarłych przez Miłosierdzie Boże niech odpoczywają w Pokoju Wiecznym. Amen.

## Treść w języku łacińskim
Requiem aeternam dona eis, Domine, et lux perpetua luceat eis. Requiescant in pace. Amen.